# 瓊花會館
瓊花會館位於中國廣東省佛山，是粵劇民間組織的會館，始建於明代萬曆年間。

## 历史
根據《佛山忠義鄉志》的記載：“鎮內有會館凡三十七，瓊花會館建築瑰麗，為會館之最。”還有“梨園歌舞賽繁華，一帶紅船泊晚沙。但到年年天貺節，萬人圍住看瓊花。”當時瓊花會館座落於“優船聚於基頭，酒肆盈於市畔”的大基鋪（即佛山市紅強街區）。會館門口有四條大柱，還有個亭子。大門口的牌匾是“會館”兩字，全館的面積比當時的祖廟還大。全館共分三進：第一進是鐘鼓，繼後有可拆可合的臨時舞臺；第二進是瓊花宮大殿，大殿前是天階；第三進是會所。華光誕時戲行中人匯聚瓊花宮大殿祭祀戲神華光天王。瓊花會館附近就是佛山大基尾河邊的瓊花水埠，方便坐紅船的伶人上岸或到其他地方演出。而根據黃君武，大基尾水埗頭邊，刻有「瓊花水埗」四字，是明朝萬曆年間立的。當時，瓊花會館俱有泊戲船，並設有伶人報賽之所。每逢酬謝神恩時候，七八個戲班合演，非常熱鬧。咸豐四年（1854年），粵劇藝人李文茂，與陳開等組織三合會、響應太平天國起義，在佛山經堂古寺率領梨園弟子，編成文虎、猛虎、飛虎三軍。清政府為了消滅三軍勢力，殘殺藝人，禁演粵劇，瓊花會館亦被燒毀。